# ハラン県

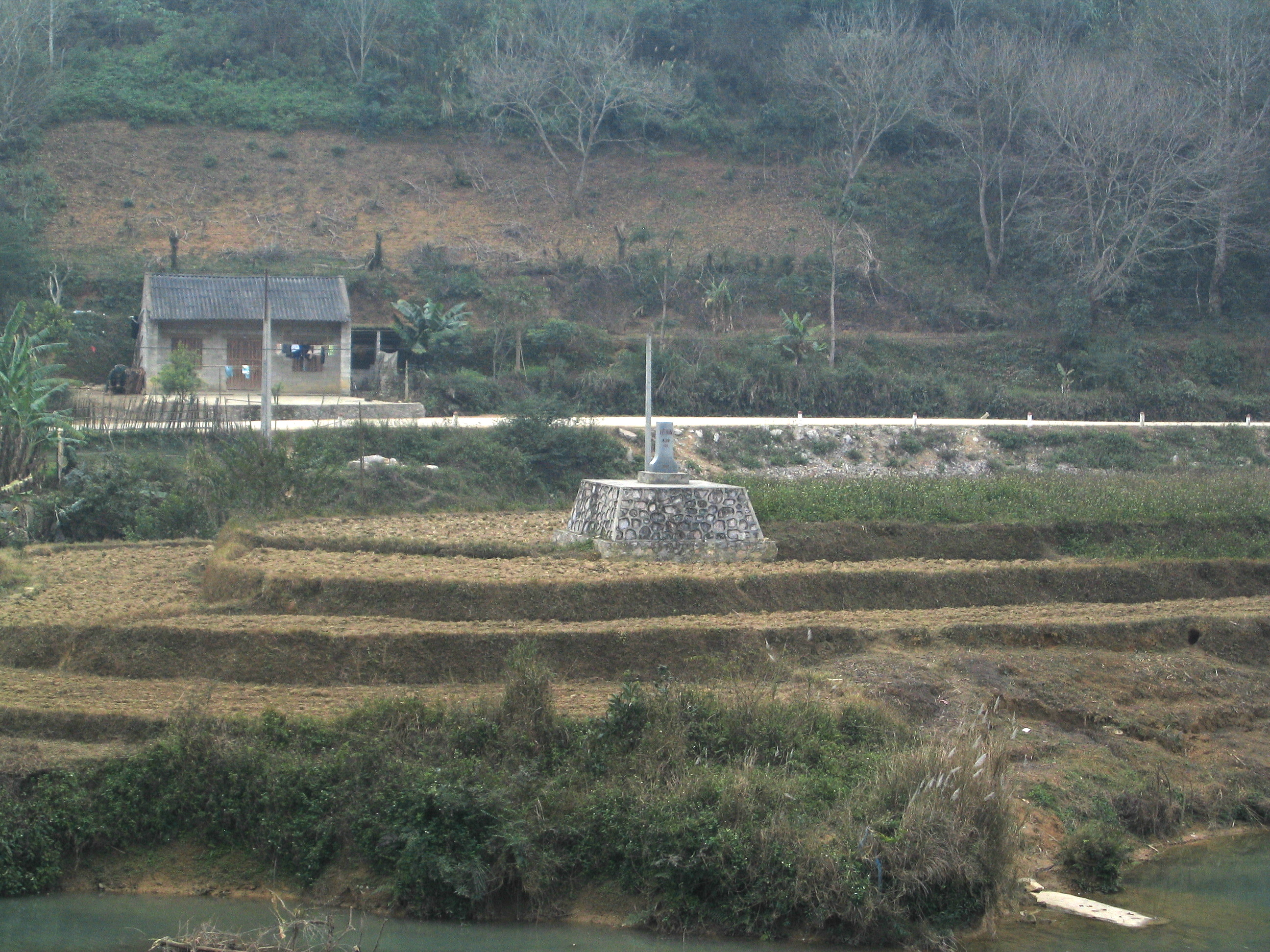
ミンロン社

ハラン県（ハランけん、ベトナム語：Huyện Hạ Lang / 縣下琅?）は、ベトナム社会主義共和国カオバン省の県。面積は465.08km²、人口は29,040人（2018年）である。

## 行政区画
1市鎮13社から構成される。